# Дуенде

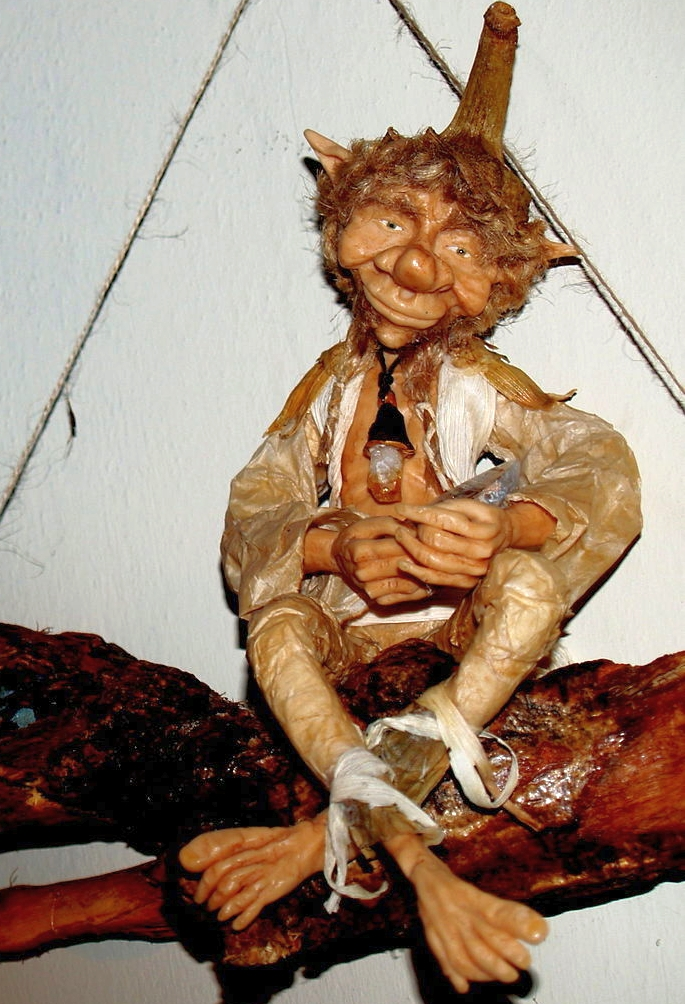
Лялька дуенде

Дуе́нде (ісп. duende) — герой нижчої міфології та усної традиції креолів Аргентини. 
Злий дух. Вважалося, що на дуенде обертаються діти, що померли нехрещеними або погані діти, що били батьків. 
Народна фантазія зображує їх чоловічками дуже малого зросту у великих сомбреро. Вони кричать, копіюючи різних лісових тварин і птахів.
За переказом у дуенде була одна рука залізна, а друга вовняна. Коли він наближався до будь-кого, то питав його, якою рукою він хоче, щоб його ударили. Кажуть, що не зважаючи на відповідь, дуенде бив завжди залізною рукою. А ще інші додають, що навпаки, тим, хто обирав вовняну руку, дуенде завдавав навіть більшого удару.
У дуенде підступні очі та гострі зуби. Зазвичай, він з’являється у розщелинах та яругах в час сієсти або серед ночі. Має пристрасть до дітей, хоча без жалощів лупцює і дорослих.